# ألبرت فرايدلاندر
ألبرت فرايدلاندر (بالإنجليزية: Albert Friedlander)‏ هو حاخام وأستاذ جامعي أمريكي، ولد في 10 مايو 1927 في برلين في ألمانيا، وتوفي في 8 يوليو 2004 في لندن في المملكة المتحدة.